# Salvelinus jacuticus
Salvelinus jacuticus es una especie de pez de la familia Salmonidae en el orden de los Salmoniformes.

## Alimentación
Come  larvas y  pupas de quironómidos.

## Hábitat
Vive en zonas de aguas  templadas.

## Distribución geográfica
Es un endemismo de los pequeños lagos de montaña que se encuentran en el delta del Lena (Rusia ).